# Діерфілд (містечко, округ Дейн, Вісконсин)
Діерфілд (англ. Deerfield) — місто (англ. town) в США, в окрузі Дейн штату Вісконсин. Населення — 1684 особи (2020).

## Демографія
Згідно з переписом 2010 року, у місті мешкало 1585 осіб у 544 домогосподарствах у складі 429 родин. Було 565 помешкань
Расовий склад населення:
| - 93,1 % — білих - 4,4 % — чорних або афроамериканців - 1,0 % — азіатів - 0,1 % — корінних американців |

До двох чи більше рас належало 0,8 %. Частка іспаномовних становила 2,2 % від усіх жителів.
За віковим діапазоном населення розподілялося таким чином: 22,7 % — особи молодші 18 років, 67,2 % — особи у віці 18—64 років, 10,1 % — особи у віці 65 років та старші. Медіана віку мешканця становила 43,2 року. На 100 осіб жіночої статі у місті припадало 126,4 чоловіків;  на 100 жінок у віці від 18 років та старших — 129,0 чоловіків також старших 18 років.
Середній дохід на одне домашнє господарство  становив 114 190 доларів США (медіана — 92 266), а середній дохід на одну сім'ю — 116 651 долар (медіана — 97 344). Медіана доходів становила 52 167 доларів для чоловіків та 52 431 долар для жінок. За межею бідності перебувало 1,9 % осіб, у тому числі 1,9 % дітей у віці до 18 років та 1,1 % осіб у віці 65 років та старших.
Цивільне працевлаштоване населення становило 816 осіб. Основні галузі зайнятості: освіта, охорона здоров'я та соціальна допомога — 23,4 %, виробництво — 12,0 %, науковці, спеціалісти, менеджери — 11,3 %.